# Vatta (anyag)

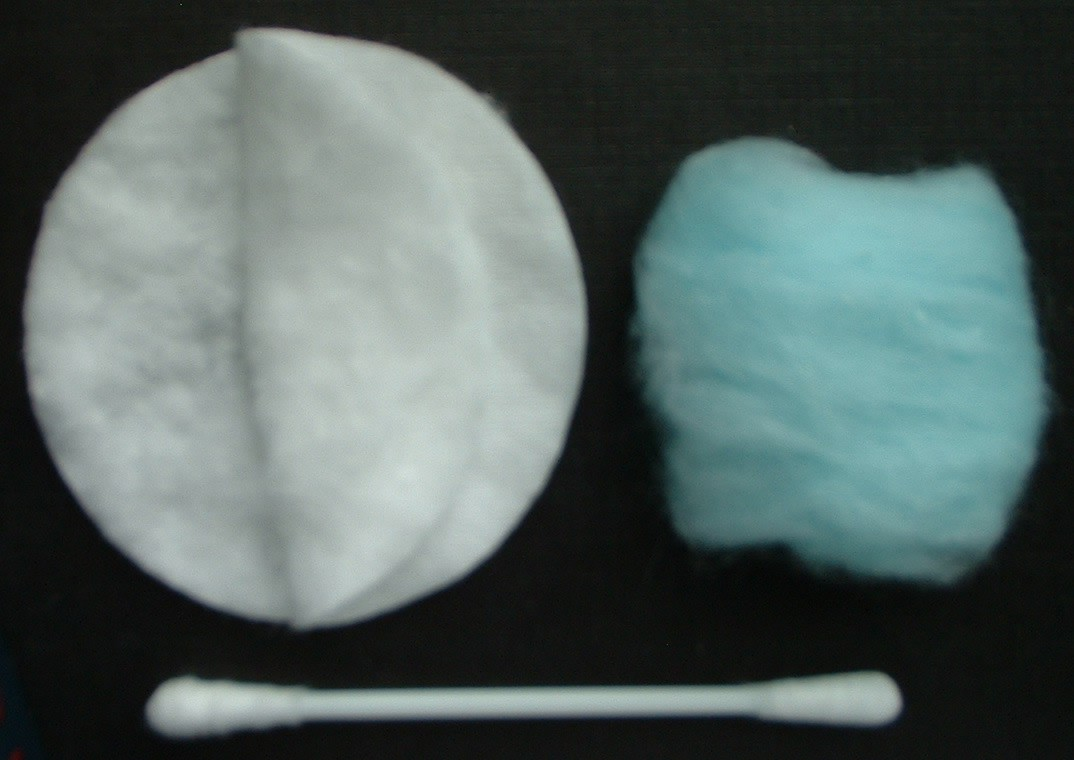
Vatták higiéniai és kozmetikai célokra

A vatta vékony szálak összefüggő tömegéből álló, egészségügyi, háztartási vagy ipari célokra használt puha, általában fehér anyag. Anyagánál és szerkezeti felépítésénél fogva (a szálak között kapillárisok halmaza alakul ki) rendkívül nedvszívó.

## A szó eredete
A magyar szó az azonos értelmű német Watte szóból ered.[forrás?]

## Története
Joseph Sampson Gamgee angol orvos használta 1880-ban években elsőként  a két gézlap közé foglalt pamutszál-rétegeket a birminghami kórházban sebkötözésre, kihasználva annak nagy nedv- (vér-) felszívó képességét. Találmányát Gamgee Tissue-nak (Gamgee-kendőnek) nevezte el. Ezt a kifejezést az angol szakirodalom ma is használja.

## Anyaga
Az értelmező szótárak gyakran úgy írják le, hogy a vatta pamutszálakból áll, azonban ez nem helytálló. Ma már ugyanis az esetek jelentős részében pamut helyett viszkózszálakat, vagy ezek pamuttal való keverékeit használják vattagyártásra. Egyes régebbi leírásokban az is szerepel, hogy vatta jutából is készül, azonban az újabb szakirodalom ezt már nem említi.
Újabban megjelent a biovatta is, amit biopamutból készítenek.
Ipari célra más anyagokból is készül vatta.

## Előállítása
A vatta tisztított, fehérített pamut- vagy viszkózszálakból készül, amelyekből – a fonalgyártásnál is használt kártológépen – fátyolréteget készítenek. Több ilyen egymásra fektetett fátyolréteg alkotja a vattát, amelyet csak a szálak közötti súrlódás tart össze. A lapszerű forma helyett – pl. vattalabdák, tamponok vagy a fültisztító pálcák számára – hengeres kábelt készítenek a fátyolból, amelyet ebben a formában dolgoznak fel tovább.
A vattát többféle kiszerelésben hozzák forgalomba:
- tekercsben,
- hajtogatott szalag formájában,
- 0,5–2 g tömegű, gömbölyű labdák formájában,
- korongok formájában,
- hengeres tamponok formájában,
- pálcák két végére erősített kis vattacsomók formájában (fültisztító pálcák).

## Felhasználási területei

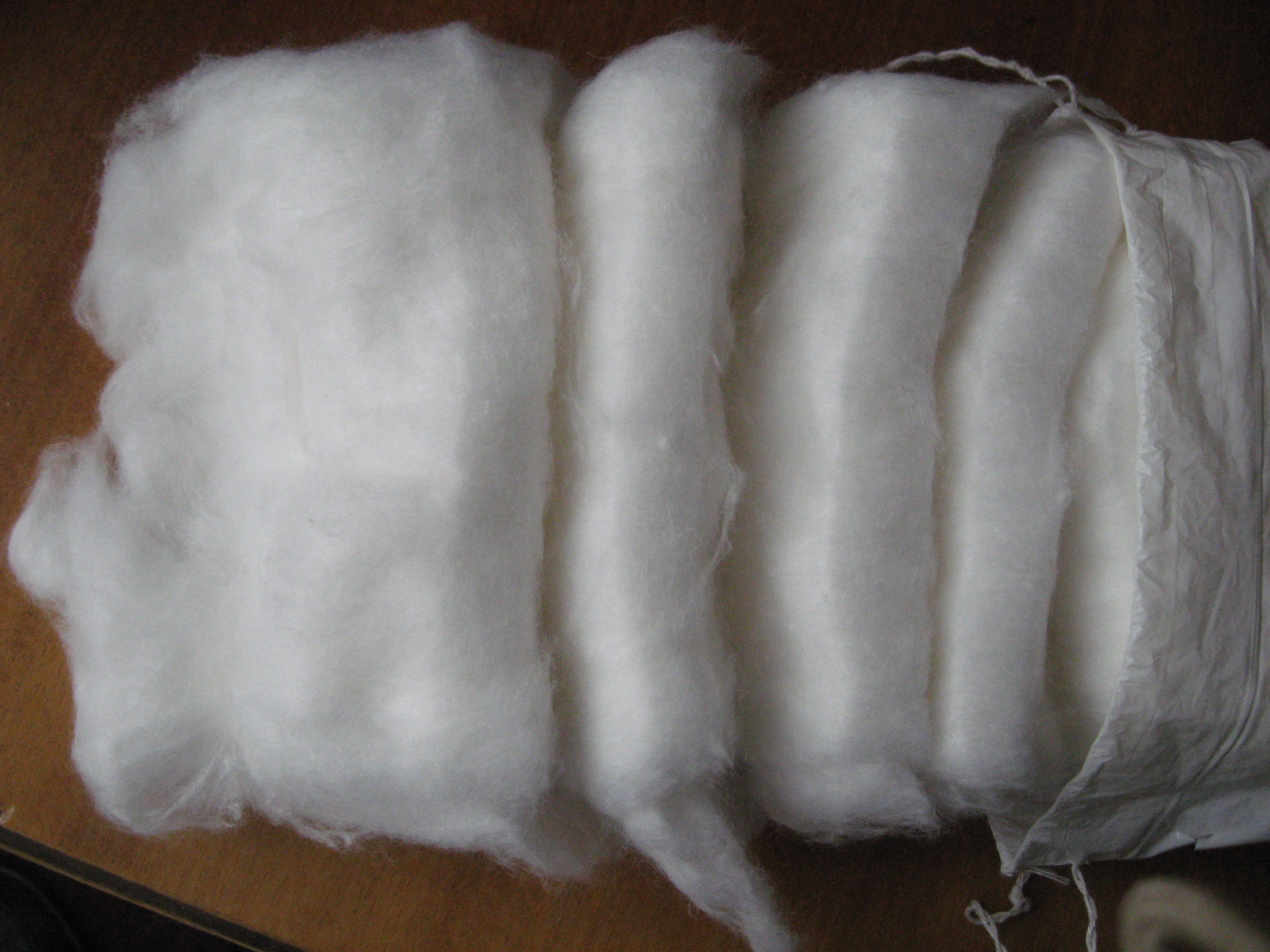
Háztartási vatta (nem sterilizált)

A vattát többféle célra is felhasználják:
- steril vagy nem steril kötszerként,
- ideiglenes fogtömés készítésére,
- kozmetikai célokra tisztításra, folyékony kozmetikai szerek felvitelére vagy felitatására,
- ipari célokra tisztító-, polírozó- vagy tömítőanyagként,
- ruhagyártáshoz, pl. válltömések készítésére,
- jelmezkészítésre
- stb.

A sterilizált vattát az egészségügy sebkezelésre használja. A sterilizálást 130 °C hőmérsékleten nagy nyomású gőzben, vagy etilénoxid gázzal végzik. Fehérítését kémiai fehérítőszerekkel (nátrium-hidroxid vagy hidrogén-peroxid) kell végezni, az ún. optikai fehérítés (tulajdonképpen fehérre színezés) itt nem megfelelő.
A háztartási vagy az ipari célra használt vatta nem igényel olyan fokú tisztítást, mint az egészségügyi vatta.
Az ipari vatták felhasználása sokrétű. Felhasználja például
- a kárpitosipar tömőanyagként,
- a bútoripar politúrozásnál,
- a játékipar textiljátékok kitömésére,
- hangszóró-házakban a hanghullámok csillapítására.

Ilyen célokra készítenek vattát gyapjúból és szintetikus szálasanyagokból (poliamid, poliakrilnitril) is. Az utóbbiak nem nedvszívók (amire itt nincs is szükség), de rugalmasságuknál fogva összenyomás után többé-kevésbé visszanyerik eredeti alakjukat.

## A papírvatta
A papírvatta papíripari termék. Nem szálak, hanem egymásra rétegezett, finoman fodrozott cellulózlapok alkotják. Leggyakrabban higiéniás és kozmetikai célokra, de emellett orvosi célokra akár sterilizálva is, korlátozott mennyiségű folyadék és nedvesség felszívására használják. Kisebb-nagyobb ívekben vagy tekercsekben hozzák forgalomba.